# Prospettiva con portico
La Prospettiva con portico è un dipinto del pittore veneziano Canaletto realizzato nel 1765 e conservato nelle Gallerie dell'Accademia a Venezia.

## Storia
È una delle poche opere dell'autore che sono conservate nella sua città, poiché era comune per i collezionisti stranieri acquistarle e portarle nei loro paesi. Il dipinto fu  donato all'Accademia due anni dopo la sua ammissione (11 settembre 1763), come era consuetudine. L'opera è firmata e datata: ANTON…1765.

## Descrizione
Con un eccellente gioco di ombre e luci, Canaletto ricrea il portico di un palazzo, con un uso eccezionale della prospettiva, concentrando il punto di fuga sulla donna seduta alla destra dell'immagine. Un arco semicircolare al piano superiore consente di osservare diversi inservienti che puliscono il palazzo.

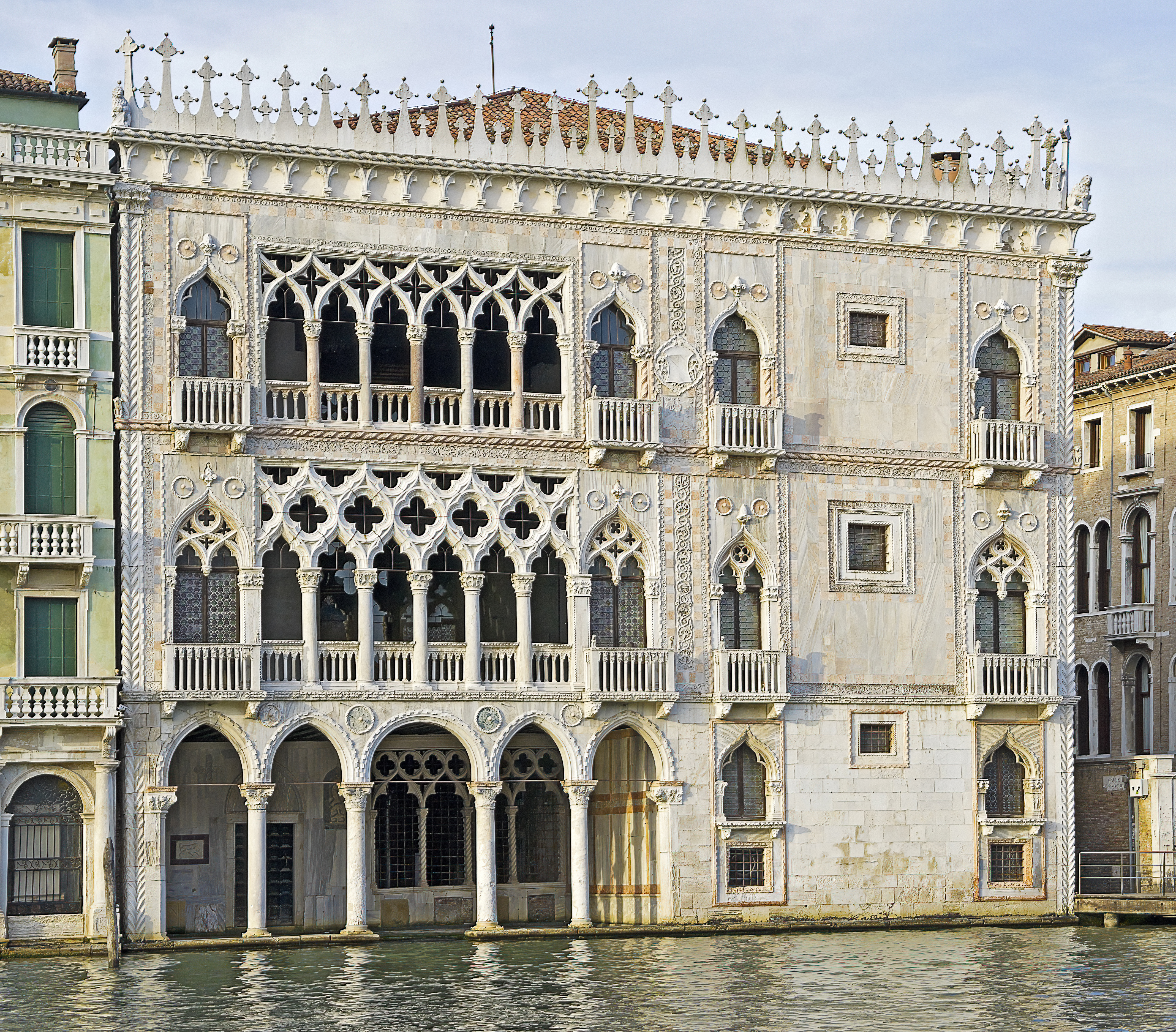
Ca' d'Oro.

## Stile
Utilizzata come modello per l'insegnamento, questa veduta combina aspetti reali come la luce, con parti derivanti dall'immaginazione del pittore, come lo stesso palazzo in stile rococò, inesistente ma basato sul modello dell'autentico palazzo veneziano del XV secolo Ca' d'Oro. Come documento storico, mostra come era la vita quotidiana della città dei canali nel XVIII secolo. 